# Johann Jakob Römer
Pour les articles homonymes, voir Römer.
Johann Jakob Römer ou Joanne Jacobo Roemer est un  naturaliste suisse, né en 1763 et mort en 1819.
Il dirige le jardin botanique de Zurich. Avec Paul Usteri (1768-1831), il fait paraître le Magazin für die Botanik (de 1787 à 1790), Usteri continuera, seul, par les Annalen der Botanik (de 1791 à 1800). Römer fait paraître également Genera insectorum Linnaei et Fabricii iconibus illustrata a Joanne Jacobo Roemer en 1789. Il participe à la rédaction de la seizième édition de Systema Vegetabilium.

## Liste partielle des publications
- Magazin für die Botanik vols. 1-4; 1787-1791. Fortsgesetzt als Neues Magazin für die Botanik
- Genera insectorum Linnaei et Fabricii iconibus illustrata. Vitoduri Helvetorum (Winterthur), apud Henric. Steiner, 1789
- Flora Europaea...Norimbergae [Nürnberg] 14 fasc. 1797-1811
- Collecteana ad Omnem rem Botanicam Spectantia Partim e Propriis, Partim ex Amicorum Schedis Manuscriptis Concinnavit et Edidit J. J. Roemer, M.D. Turici [Zurich] (1806-1810)
- Systema vegetabilium (ed. 16) 7 vols. - 1817-1830 (Mantissa in volumen secundum systematis vegetabilium Caroli a Linné, zusammen mit Joseph August Schultes)